# Centrale hydroélectrique d'Oust-Srednekan
La centrale hydroélectrique d'Oust-Srednekan nommée d'après Anatoly F. Diakov (en russe : Усть-Среднека́нская ГЭС имени А. Ф. Дьякова) est un barrage hydroélectrique de remblai sur la Kolyma, dans l'oblast de Magadan, en fédération de Russie, destiné à produire de l'électricité. Située près du village d'Oust-Srednekan, dans le raïon de la Srednekan, elle a une capacité de production d'énergie installée de 570 MW. Le barrage est situé à 217 km en aval de la centrale hydroélectrique de la Kolyma. 

## Histoire
Après l'achèvement de la centrale hydroélectrique de la Kolyma en 1978, le site de la future centrale hydroélectrique d'Oust-Srednekan a été inspecté par les ingénieurs de Lenhydroproject. Une étude de faisabilité a été approuvée en 1989 par le ministère de l'Énergie et de l'Électrification de l'URSS. Les travaux de construction préliminaires sur le site du complexe hydroélectrique ont commencé en 1990 et ont d'abord progressé rapidement. La première phase comprenait la construction d'une route vers Oust-Srednekan ainsi que la mise en place d'une fondation. En 1992, les linteaux de la fosse de fondation des structures principales ont été remplis et une centrale à béton temporaire a été mise en service. En 1993, le premier mètre cube de béton a été posé sur le chantier de construction de la centrale hydroélectrique et un pont sur la Kolyma a été construit afin d'assurer une liaison avec le chantier de construction sur la rive opposée. En 1996, la première grue à tour ainsi que la deuxième étape d'une centrale à béton temporaire et une sous-station de 110/35/6 kW ont été mises en service. En 1999, l'installation des équipements hydrauliques a commencé. Tout au long des années 1990, la construction a été entravée par un manque de financement. La construction a repris dans les années 2000, er l'achèvement a été effectué en 2022-2023.